# Georg von Békésy
Georg von Békésy, nascido Békésy György (Budapeste, 3 de junho de 1899 — Honolulu, 13 de junho de 1972) foi um biofísico húngaro.
Foi laureado com o Nobel de Fisiologia ou Medicina de 1961, por suas pesquisas sobre a função da cóclea no órgão auditivo dos mamíferos.

## Vida
Georg von Békésy, nascido em 3 de junho de 1899 em Budapeste, Hungria, foi premiado pelo Prémio Nobel de Fisiologia e Medicina em 1961 pela sua pesquisa sobre a cóclea. Békésy, o mais velho dos três filhos do casal Alexandre Békésy (diplomata) e Paula Mazaly, estudou Química em Berna e obteve seu Ph.D. em Física pela Universidade de Budapeste (1926), com a publicação do artigo: “Forma rápida de determinar o peso molecular”.   Békésy trabalhou para o Correio Húngaro, durante e depois da Segunda Guerra Mundial, realizando pesquisas sobre telecomunicações. Em viés, essa pesquisa fez surgir em Békésy uma curiosidade sobre o funcionamento dos órgãos sensoriais, o qual optou por iniciar um estudo sobre o funcionamento do ouvido. Ademais, Békésy abandonou seu trabalho no correio e foi direcionado pela iniciação de sua pesquisa no Instituto Karolinska, na Suécia, em 1946.
Na década de 1950 até a década de 1960, Békésy trabalhou em pesquisas na Universidade de Harvard, onde desenvolveu um modelo mecânico do ouvido interno. Entretanto, devido algumas complicações em seu laboratório, ele se mudou para o Havaí, onde comandou laboratórios de pesquisas sobre órgãos e sentidos, e se tornou também professor na Universidade do Havaí.

## Pesquisa
Georg von Békésy revolucionou a teoria da ressonância magnética com sua pesquisa sobre problemas com telecomunicações, onde, através dela, descobriu as características mecânicas da transdução neural no ouvido interno. Em suma, através de técnicas anatômicas em cadáveres, ele desenvolveu uma forma rápida e não destrutiva de dissecção da cóclea. Ao dissecar a cóclea ele observou que, ao estimular a mesma com qualquer frequência sonora, a onda dessa frequência se propagava por toda a membrana basilar, deslocando-a. A amplitude da onda que fora propagada na membrana basilar variava de acordo com a frequência do som; a onda passava por momentos de amplitude e logo depois havia um decrescimento.

## Contribuição para física do corpo humano
Os grandes avanços  nos conhecimentos da condução óssea, que foram feitos pelas investigações de Georg von Békésy, são considerados muito relevantes, pois  influenciaram os trabalhos posteriores neste campo. Os tópicos considerados incluem o modo de vibração do crânio, os mecanismos teóricos de condução óssea, o chamado efeito de oclusão, a condução óssea em um campo livre de som, e a atenuação interaural na cabeça.

## Trabalho
Békésy desenvolveu um método para dissecar a orelha interna de cadáveres humanos enquanto deixava a parte da cóclea intacta. Utilizando fotografia estroboscópica e partículas de prata como marcador, ele foi capaz de observar que a membrana basilar movia-se como uma onda de superfície quando estimulado pro som. Por causa da estrutura da cóclea e da membrana basilar, diferentes frequências de som causavam o máximo de amplitudes de onda que ocorriam em diferentes lugares na membrana basilar juntamente da bobina da cóclea. Altas frequências causavam mais vibrações na base da cóclea enquanto baixas frequências criavam mais vibrações no apex.
Ele concluiu que suas observações mostravam que diferentes frequências de ondas sonoras eram dispersadas localmente antes de excitar diferentes nervos  que levam da cóclea para o cérebro. Ele teorizou que a colocação de cada célula sensória (celular capilar) juntamente da bobina da cóclea corresponde a uma frequência especifica de som (chamada tonotopia). Békésy desenvolveu um modelo mecânico da cóclea, o que confirmou o conceito de dispersão de frequência pela membrana basilar na cóclea de mamíferos. Mas esse modelo não conseguiu prover nenhuma informação da possível função dessa dispersão da frequência no processo da audição.